# Trenck (Bruno Frank)

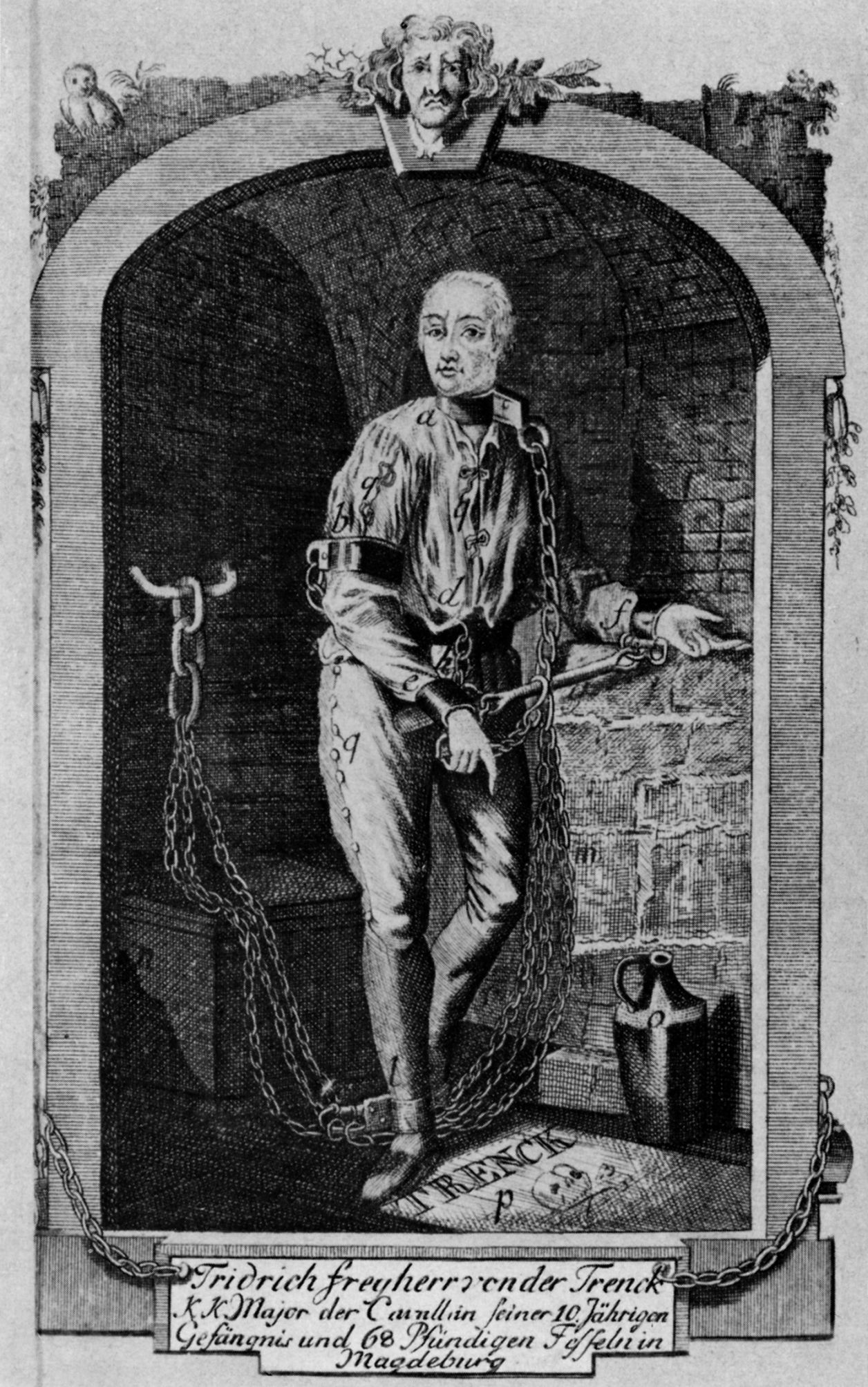
Freiherr von der Trenck in der Zitadelle Magdeburg, Titelkupfer in seinen Memoiren von 1787.

Trenck ist ein Roman von Bruno Frank, der Anfang 1926 in der „Illustrirten Zeitung“ vorabgedruckt wurde und im selben Jahr bei Rowohlt in Buchform erschien. Knaur brachte – ebenfalls 1926 – eine „Volksausgabe“.
Preußen in der Mitte des 18. Jahrhunderts: Wer einem Gebot des Königs zuwiderhandelte, wurde unnachsichtig bestraft; so auch Freiherr von der Trenck und seine Geliebte Prinzessin Amalie.

## Handlung
Der König in eigener Person ruft den 17-jährigen Trenck, Kadett im Regiment Gardes du Corps, des Nachts auf sein Potsdamer Stadtschloss. Friedrich II. hat nur Gutes über den Kadetten gehört und unterzieht dessen Wissen einer strengen mündlichen Prüfung. Trenck besteht; bereits als 13-Jähriger hatte der Prüfling in Königsberg die Rechte, Mathematik, Philosophie und auch Naturwissenschaften studiert. Trenck erzählt dem König, Geldsorgen kenne er nicht. Sein ererbtes Stammgut in der Nähe von Labiau werfe monatlich um die 1000 Taler ab. Der Vater, ostpreußischer Landeshauptmann und Veteran mit 18 Narben, sei 1740 verstorben. Die Mutter habe einen Grafen geheiratet, mit dem sie in Breslau lebe.
Trenck wird Offizier und Adjutant des Königs. Den anspruchsvollen Dienst im Regiment Gardes du Corps muss er nebenher weiter mitmachen. Sein Cousin, der begüterte österreichische Pandurenoberst Franz von der Trenck, setzt den jungen Trenck als seinen Universalerben ein.
Der König beklagt sich bei seiner Schwester, der Prinzessin Amalie. Der Monarch sieht sich von Feinden umgeben. Er hat Maria Theresia Schlesien weggenommen. Die Österreicherin kann sich mit dem Verlust nicht abfinden. Der deutsche Kaiser sei ziemlich machtlos. Die Könige von Polen, Dänemark und England besitzen allesamt Ländereien mitten in Deutschland. Ihm bleibe nur der König von Frankreich als Bündnispartner. Dessen Vasall möchte er nicht werden. Also strengt Friedrich II. einen Pakt mit Russland und Schweden an. In dem Zusammenhang redet er der Schwester ein, sie solle nach Stockholm heiraten.
Trencks Schicksalsstunde schlägt am Nachmittag des 12. März 1744. Die 20-jährige Prinzessin Amalie von Preußen entbrennt in Liebe zu dem jungen Adjutanten Trenck und will fortan keine schwedische Kronprinzessin mehr werden. Die starke Zuneigung wird erwidert.
Daraufhin bestimmt der König die Laufbahn der Schwester als neue Äbtissin des Stifts Quedlinburg. Trenck schlägt an der Seite seines Königs zwar während des Zweiten Schlesischen Krieges noch einige Schlachten, wird aber nach der Schlacht bei Soor Staatsgefangener in der Festung Glatz. Ihm wird weder ein Haftgrund mitgeteilt, noch wird er verurteilt. Über den Forstmeister Hornig aus Habelschwerdt hilft die Prinzessin mit 1000 Louisdors.
Trenck gelingt mitten im Winter zusammen mit dem Freund Leutnant Alexander von Schell die Flucht. Dabei hatte Friedrich II. den Gefangenen wenige Tage vor dem Ausbruch auf Bitten der Schwester freigegeben. Trenck und Schell fliehen durch den Tiefschnee. Am Schlosstor in Hammer – nicht weit von Bentschen entfernt – klopft Trenck bei seiner Schwester an. Sie gibt ein paar Goldstücke, lässt sich aber nicht blicken. Trenck schickt Schell nach Warschau und schlägt sich nach Wien durch. Er sucht und findet dort den Cousin im Gefängnis. Als Bittsteller für den inhaftierten österreichischen Verwandten erreicht der Preuße dort in Wien eine Audienz beim Kaiser. Der Kaiser trägt den Fall seiner Gattin vor. Maria Theresia lässt durchblicken, sie wolle den Pandurenoberst begnadigen, falls dieser darum ersuche. Der Oberst will sein Recht und erweist sich gegenüber dem rührigen jungen deutschen Cousin als undankbar. Der Preuße geht nach Russland.
Gleich nach dem Frieden von Dresden rufen begeisterte Berliner an der Köpenicker Brücke den heimkehrenden König als Friedrich den Großen aus. Der König glaubt, dass Trenck gemeinsam mit den Russen gegen Preußen intrigiert.
1749 bringt sich der Pandurenoberst auf dem Spielberg mit einem Becher Aqua Toffana um. Trenck erbt unter zwei Bedingungen: Er muss zum katholischen Glauben konvertieren und darf nur noch Österreich dienen.  Als er in Wien angekommen ist, ernennt ihn Maria Theresia zum Rittmeister. Trenck konvertiert aber nicht, sondern will sich an der Donau mit dem großväterlichen Erbe lediglich als Gutsherr etablieren. Es kommt anders: 1754 stirbt seine Mutter. Er reist deshalb nach Danzig und wird in der Freien Stadt von den Preußen in einer Nacht- und Nebel-Aktion in die Festung Magdeburg entführt. Unterwegs erhält Trenck im pommerschen Treptow an der Rega vom jungen Friedrich Eugen  von Württemberg die Gelegenheit zur Flucht. Der leichtgläubige Freiherr vertraut jedoch auf seinen gütigen König und muss diese Verblendung mit neun Jahren Haft in Ketten und Eisen bezahlen. Während der Gefangenschaft magert Trenck über die Maßen ab. Aus einer Nebenbemerkung, dem Munde eines diensthabenden Offiziers entschlüpft, erfährt der Häftling vom neuesten Kriege. Sogleich überschlagen sich seine Gedankenkonstruktionen. Wird Amelie, die von Quedlinburg aus an seiner Befreiung wirkt, in Kriegszeiten wirkungsvoller helfen können? In Wahrheit ist der Berliner Hof nach Magdeburg geflohen; Amelie wohnt am Domplatz – gleich nebenan. Trencks Fluchtversuch nach fünf Jahren Haft wird vereitelt. Der Häftling bekommt neue Fesseln und ein „breites Halseisen“ dazu (siehe Kupferstich oben). Mit den Jahren dringt die Kunde von der Haft des Freiherrn bis nach Nordamerika. Seine Zeichnungen – mit einem geschärften Brettnagel in den Zinn des Gefängnis-Trinkbechers geritzt – gehen von Hand zu Hand. Schließlich darf Trenck in seinem Kerkerloch Licht brennen. Im Winter 1761/62 – Trenck sitzt sieben Jahre im Gefängnis – kann Amalie nach fünf Monaten Vorbereitung einen Soldaten bestechen und dringt für ein paar Minuten bis auf Rufweite zur äußeren Festungsmauer vor. Trenck darf auf Rettung hoffen, denn Amalie verwendet ihre Einkünfte als Äbtissin zur Vorbereitung der Befreiung des Geliebten. Mit beträchtlichen Zahlungen nach Österreich soll das Wunder bewirkt werden. Sechzehn Jahre war das Liebespaar getrennt gewesen.
Das Ende des Siebenjährigen Krieges bringt Trenck die Freiheit.
Lange Zeit danach ist Trenck mit Hendrikje de Broe – Tochter des regierenden Bürgermeisters der Reichsstadt Aachen – verheiratet. Er wird von dem alten Glatzer Freund Schell auf seinem niederösterreichischen Gut in Zwerbach an der Donau aufgesucht. Schell trifft auf eine sechsköpfige Familie. Das Paar hat vier Kinder; davon zwei Söhne, „neun und elf Jahre alt“. Trenck schreibt an seinen Lebenserinnerungen und ist Weinhändler geworden. Er besitzt Kontore in Amsterdam und London. Geheiratet hat er erst, nachdem Amalie ihm ihren festen Willen kundgetan hatte. Danach hatte die Äbtissin jedes Wiedersehen abgelehnt.
Nachdem der König im Sommer 1786 an Brustwassersucht gestorben ist, erhält Trenck im darauffolgenden Januar die Erlaubnis zur Einreise nach Berlin. Der Freiherr dringt zu Amalie vor. Die Geliebte ist gealtert und krank. Er sinkt vor ihr nieder und weint sich an ihrem Rocksaum aus. Schließlich überreicht er Amalie ein Exemplar seiner Memoiren, die er dem „Geist Friedrichs des Einzigen“ gewidmet hat. Weshalb hat der König beider Leben zerstört? Amelie beantwortet die Frage des Geliebten nicht.
Als fast Siebzigjähriger verlässt Trenck seine Familie und geht 1793 nach Paris. Der ehemalige Gefangene eines Monarchen könnte bei den Revolutionären dort willkommen sein. Der adelige Preuße wird jedoch als Geheimagent der Preußen sowie als potentieller Anstifter der Mitgefangenen zum Ausbruch im Juli 1794 von den Pariser Machthabern guillotiniert.

## Zitat
Während der kurzen Begegnung des Liebespaares in der Magdeburger Zitadelle schreit der Gefangene seine sechzehn Jahre alte Erinnerung an „die beglückendste Geliebte“ heraus: „... so weich, so klammernd, so herzverzehrend!“

## Form
Erwartet wird die Geschichte des Friedrich von der Trenck. Bruno Frank belässt es nicht dabei. In mehreren Kapiteln – alternierend in die Trenck-Handlung eingeschoben – geht es nicht um den Freiherrn, sondern einzig und allein um Befindlichkeiten seines großen Königs. Das fällt zum Beispiel in den Passagen auf, als Herr Duhan – das war der Erzieher Friedrich II. – in Berlin stirbt oder als sich der König mit Voltaire unterhält und besonders während der ausführlichen Beschreibung der Niederlage in der Schlacht bei Kunersdorf. Auch die Heimkehr des Königs nach dem Siebenjährigen Krieg muss erwähnt werden. Die deutschen Territorien – verwüstet und ausgelaugt – liegen danieder. Friedrich der Große ist ergraut. 
Der Erzähler ist klüger als Trenck in der Zitadelle. So redet er manchmal dazwischen (siehe zum Beispiel die oben erwähnte Schilderung des Magdeburger Aufenthalts der Prinzessin Amalie). Der Erzähler weiß, Trenck „ist nicht fromm“. Sobald es spannend wird, wechselt der Erzähler vom Präteritum in das Präsens.
Das Geschehen nach Trencks Freilassung aus der Magdeburger Haft ist erzählerisch wenig herausgearbeitet. Das Ende Trencks wird lediglich in einem Schreiben Alvenslebens an den König referiert.

## Rezeption
Äußerungen nach dem Erscheinen
- In der Morgenausgabe des  „Berliner Tageblattes“ vom 4. August 1926 findet sich auf S. 2 der Beitrag „Trenck und die Prinzessin“.[11]
- Neiße (Rezension vom 8. August 1926 in der „Frankfurter Zeitung“) verreißt den Roman furios: „Einer der empörendsten Fälle selbstherrlicher Willkür ergibt hier nicht etwa ein innerlich bebendes, mit Empörung geladenes Buch, sondern ein soigniertes Kunstwerk von guter Haltung, das einen großen Teil der Schuld auch noch dem armen Opfer aufbürdet.“[12]

Neuere Äußerungen
- Helga Karrer[13] und Ulrich Müller[14] nennen den Kardinalfehler des Romans: Der Leser verliert immer einmal den Blick auf die Titelfigur Trenck.
- Kirchner setzt sich in dem Kapitel „II.2. Aufklärer oder Despot?“[15] seiner Dissertation mit der Novelle auseinander. Aus der gewählten Kapitel-Überschrift folgt, es geht mehr um den König und weniger um Trenck. Den Disput des Königs mit Voltaire in Potsdam über Machtmissbrauch und Gerechtigkeit habe Bruno Frank erfunden.[16] Kirchner lobt den Autor nicht nur für die gelungene Widerspiegelung dieser Kontroverse, sondern auch für die Darstellung der Introspektion Friedrichs II. nach der Schlacht bei Kunersdorf. Kirchner listet mehrere Vorabdrucke auf.[17]

## Verfilmungen
Siehe Bruno Frank, Verfilmungen.

### Erstausgabe
- Bruno Frank: Trenck. Roman eines Günstlings. Rowohlt, Berlin 1926. 328 Seiten[18]

### Verwendete Ausgabe
- Bruno Frank: Trenck. Roman eines Günstlings. Aufbau-Verlag, Berlin 1989 (1. Aufl., Einband: Jörg Mothes, Regine Schmidt. Lizenzgeber: Nymphenburger Verlagshandlung, München), ISBN 3-351-01390-6

### Sekundärliteratur
- Erwin Ackerknecht: Nachwort. In: Bruno Frank: Politische Novelle. Stuttgart 1956, Seite 127–136, hier: 132.[19]
- #Günther 1946, Seite 135.
- „Ein dreihundert Seiten langer Liebesbrief ...“. Elisabeth Maria Karl „Liesl“ Frank (1903–1979). In: Eva-Maria Herbertz: Leben in seinem Schatten: Frauen berühmter Künstler. München 2009, Seite 136–160, hier: 141, .
- Sascha Kirchner: Der Bürger als Künstler. Bruno Frank (1887–1945) – Leben und Werk. Grupello, Düsseldorf 2009, ISBN 978-3-89978-095-6 (zugleich Diss. Uni Düsseldorf), Seite 138–150, 12, 152, 180, 186, 217, 237, 248, 360, 361, 363, 391, 399, 400, 405.
- Klaus Mann: Was arbeiten Sie? Gespräch mit Bruno Frank. In: Die literarische Welt, 2. Jahrgang, Nummer 29, 16. Juli 1926, Seite 1.
- Ulrich Müller: Schreiben gegen Hitler. Vom historischen zum politischen Roman. Untersuchungen zum Prosawerk Bruno Franks. Mainz 1994, Seite 16–27.
- Konrad Paul: Nachwort. In: Bruno Frank: Politische Novelle. Berlin 1982, Seite 381–395, hier: 389.
- #Umlauf 1982, Seite 108–109, 111.
- #Walter 1960, Seite 367–368.